# Preux-au-Sart
Preux-au-Sart település Franciaországban, Nord megyében. Lakosainak száma 302 fő (2022. január 1.). Preux-au-Sart Wargnies-le-Petit, Saint-Waast, Frasnoy, Gommegnies és L'Orée de Mormal községekkel határos.

## Népesség
A település népességének változása:
| Lakosok száma | 299  | 304  | 316  | 314  | 311  | 309  | 306  | 304  | 302  |
|               | 2013 | 2015 | 2016 | 2017 | 2018 | 2019 | 2020 | 2021 | 2022 |